# 遂城羊山之战
遂城羊山之战，又有人称威虏军骑兵大会战。是指宋朝和辽朝发生在咸平四年十月十六日（1001年11月4日）至咸平四年十月二十八日（1001年11月16日）一系列战斗，其中又以咸平四年十月十六日（1001年11月4日）双方骑兵大会战为主要战事。最终宋军以伏击战击败辽军，战后辽军精锐铁林军几乎全军覆没。

## 过程

### 辽军南寇与宋军布阵
咸平四年七月初十日（1001年8月1日），在宋军的河北编军侦察得知辽军意图南下的情报后，宋真宗立即任命山南東道節度使、同中書門下平章事、定州路行營都部署、河北都轉運使兼知定州事王显担任鎮、定、高陽關三路都部署，调动镇、定的宋军主力开往威虏军，防备辽军的进攻。
但是辽军并没有如宋军所料入侵，而还是在附近驻扎。九月一日，出于节省粮食的考虑，宋军主力在白等了一个半月后，真宗下令，定、镇主力撤回本部。
但是作为前锋的宋军骑兵部队却没有随步兵主力撤退，依旧驻守威虏军。十月九日，辽军的终于开始行动，辽国先锋部队在梁国王耶律隆庆的率领下穿过涿州，杀向威虏军。面对辽军突然行动，前线宋军指挥官迅速调整部署，主力大约30000骑兵由黃州刺史、镇、定、高阳关三路前阵钤辖魏能、涿州刺史田敏、内园使，领恩州刺史，镇、定、高阳关前阵钤辖秦翰、西上閣門使，領康州刺史，前陣鈐轄李继宣等人带领背靠威虏军城墙立阵，准备与辽军正面交战，与此同时莫州刺史杨延朗、保州刺史杨嗣率领6000骑兵行动至威虏军西北的羊山设伏，准备从后截击辽军。

### 交战
咸平四年十月十六日（1001年11月4日），辽军主力到达长城口。预先埋伏在这里的张斌所部向没有准备的辽军主力发起攻击，因为雨天辽军无法使用弓箭，被突然而来的宋军击败。张斌一击的得手后，顺势直取中军，目标是擒杀辽军统帅梁国王耶律隆庆。而辽军从慌乱中调整过来后，开始组织反击。张斌所部因为兵力不足，攻势很快被很快就辽军遏制。张斌见难以获胜，只好率部退回威虏军。
辽军在击退了张斌所部后向威虏军进军。宋辽在威虏军城西相遇，此时宋军魏能所部骑兵为主力，于城西结阵，又秦翰和田敏所部分为左右两翼掩护魏能侧面，李继宣所部为预备队。
战斗开始，辽军派出精锐铁林军骑兵由统军铁林相公率领下正面冲击宋军大阵，同时宋军中军主将魏能也率领所部骑兵对辽军展开反冲锋。魏能在左右两翼的部队配合下成功抵御了辽军的进攻，并在反冲锋过程中射杀辽统帅铁林相公，并杀死其手下十五员将领，夺得军马物资无数。
在统帅铁林相公死后，辽军军心浮动，无力再战，被宋军击败，开始向羊山方向撤退，宋军两翼秦翰和田敏所部的6000骑兵开始转入追击，同时预备队李继宣所部也开始向威虏军城西北八里的赤虏运动，并派出两骑作为联络官随秦翰部一同出发，随时策应追击部队。当辽军取道羊山南麓向西北撤退的时候，早就埋伏在这里的杨延朗所部突然杀出，在辽军正面进行拦截。在前有追兵，后有堵截的情况下，走投无路的辽军一下子迸发出强劲的战斗力，冲破杨延朗军的拦截，杨延朗所部被迫且战且退撤离战场。
虽然杨延朗和杨嗣所部被击败，但他们迟滞了辽军的行动，为宋军后续追击部队的争取了时间。正当辽军最终攻下羊山扫清道路之时，一路追击辽军的秦翰军和田敏军赶到了羊山。李继宣派住秦翰部的联络骑兵也把这一情报发给了屯驻在赤虏并的李继宣。李继宣得知后立即率所部开赴羊山。在秦翰部与辽军接战后不久，李继宣部赶到了战场，辽军在宋军连续冲击下逐渐不支，被李继宣所部赶上了羊山，然后又从羊山南麓退到山脊，一直被追杀到北麓。战斗中，李继宣多次因战马中箭而被迫换马。最终在牟山谷，李继宣部追上辽军主力取得大捷，宋军斩首二万、阵前击杀辽军统帅铁林相公以及麾下将领十五员，辽军精锐铁林军几乎全军尽丧。

## 后续
为了牵制辽军定州方向的军队。宋廷采纳了引進使、知雄州事何承矩的建议，乘刀鱼船自界河跨渤海登陆攻击平州，以牵制辽军这一路的军队。